# Opius bromensis
Opius bromensis är en stekelart som beskrevs av Fischer 1965. Opius bromensis ingår i släktet Opius och familjen bracksteklar. Inga underarter finns listade i Catalogue of Life.